# Prinsessan, Hälsingland
Prinsessan är en sjö i Ljusdals kommun i Hälsingland och ingår i Ljusnans huvudavrinningsområde.